# Читлук (Зубин Поток)
Читлук је насеље у општини Зубин Поток на Косову и Метохији. Атар насеља се налази на територији катастарске општине Зубин Поток. Историјски и географски припада Ибарском Колашину. Насеље Читлук је на тераси између Дубоког Потока и Чардачине, на левој речној тераси реке Ибар, а порекло имена указује да је било беговски посед. Првобитно насеље није било на данашњем месту, већ на брду Металице или Старо Село. У насељу има остатака старијих насеља, посебно у делу Чардачина, где се виде остаци груписаног насеља и старог гробља. Предање каже да је ту нађен печат српског патријарха Арсенија Чарнојевића. После ослобађања од турске власти место је у саставу Звечанског округа, у срезу митровичком, у општини радич-пољској и 1912. године има 123 становника.
Овде се налази Црква Ваведења Свете Богородице у Читлуку.

## Демографија
Насеље има српску етничку већину.
Број становника на пописима:
- попис становништва 1948. године: 117
- попис становништва 1953. године: 130
- попис становништва 1961. године: 144
- попис становништва 1971. године: 131
- попис становништва 1981. године: 121
- попис становништва 1991. године: 132